# Carrozzeria Vignale
Pour les articles homonymes, voir Vignale (homonymie).

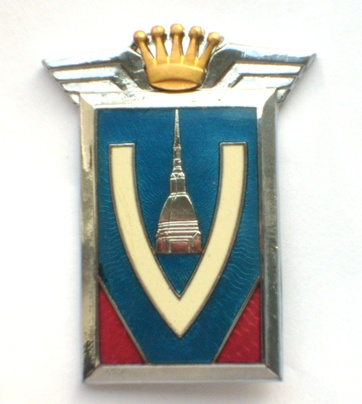
Logo.

Carrozzeria Vignale est une entreprise de design de voitures et de réalisation de carrosseries spécifiques  créée en 1948 par Alfredo Vignale. Depuis 1973, le constructeur américain Ford est le propriétaire de la marque.

## Historique

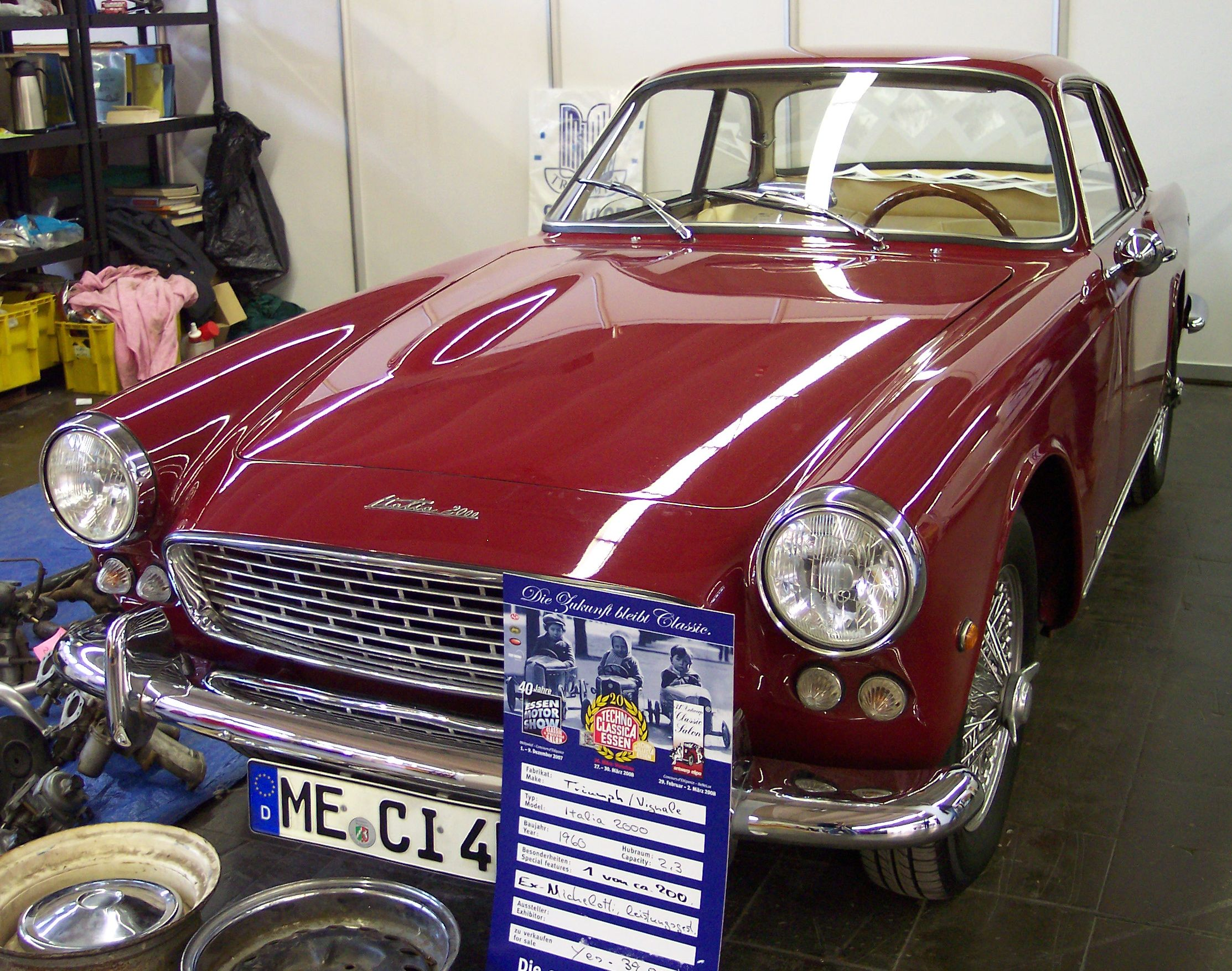
La Triumph Italia dessinée par Michelotti et fabriquée par Vignale.

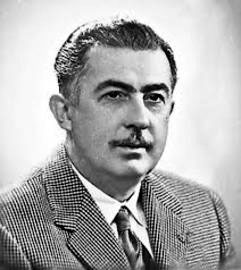
Alfredo Vignale

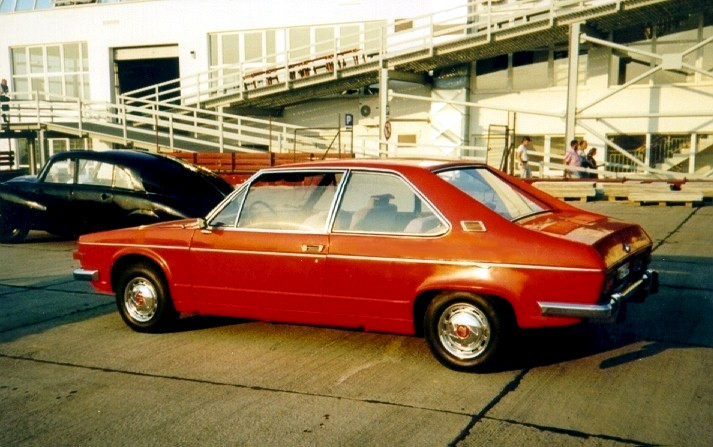
Tatra 613 Coupé Vignale.

Alfredo Vignale, ancien salarié de la carrosserie Stabilimenti Farina (devenue ensuite Pininfarina), commence son activité professionnelle indépendante en 1948 à Turin, en réalisant des carrosseries « fuoriserie » (hors-série), comme c'était la grande mode, surtout en Italie, pour des gens fortunés, sur des châssis Ferrari, Maserati, Fiat ou Lancia.
Ses plus belles réalisations sont les versions particulières des Lancia Flavia et Lancia Aprilia.
Après s'être bâti une solide réputation, la Carrozzeria Vignale se lance dans le design de voitures de série, comme la Cisitalia 202, les Maserati 3500 GT Spyder et Maserati Mexico, sans jamais renoncer à la création de magnifiques variantes de carrosseries « fuoriserie » de tous les modèles, même ceux les plus largement diffusés comme ce fut le cas avec les Fiat 500 et 600.
Durant les années 1960, nombreux étaient les constructeurs étrangers qui venaient demander une collaboration pour créer une carrosserie « à l'italienne ». Vignale acceptait avec parcimonie tant son activité l'occupait. Ce fut notamment le cas avec Triumph Motor Company et Tatra. Il entretenait d'excellents rapports avec son confrère et fameux designer Giovanni Michelotti.
En 1960, Vignale commence à fabriquer ses propres voitures à partir de bases mécaniques Fiat Auto. Il fait construire une nouvelle usine à Grugliasco à cet effet, très près du site Fiat de Mirafiori.
Parmi ses propres réalisations complètes, la plus célèbre en Italie comme en Europe est la petite Vignale Gamine, une version spyder au style rétro de la Fiat 500, remarquable par sa calandre style années 1930.
En 1969, Alfredo Vignale, qui n'a pas d'héritiers, cède ses bureaux de design et son usine de fabrication à Alejandro de Tomaso qui incorpore Vignale dans Carrozzeria Ghia qu'il détenait déjà. Quelques jours plus tard Alfredo Vignale décèdera dans un accident  de voiture. Son entreprise ne sera pas gardée par Alejandro de Tomaso qui décidera de la réaménager pour fabriquer la nouvelle De Tomaso Pantera. La Carrozzeria Vignale terminera de réaliser ses dernières commandes dont un prototype pour Monica avant de disparaitre en 1970. Il faut dire que De Tomaso et Ford préféraient plutôt garder Ghia que Vignale.
Ghia réalisait les mêmes activités que Vignale, mais avait établi une relation privilégiée avec Ford depuis des décennies et lorsque Ford USA chercha à créer un bureau de style en Europe pour sa filiale allemande, l’idée germe à Dearborn de transformer Ghia en centre de style pour les Ford européennes. Tom Tjaarda dessinera une petite voiture sur la base d’un prototype construit sur une plate-forme de Fiat 127. Premières esquisses de celle qui deviendra la Ford Fiesta…! En janvier 1973, le géant de Détroit reprend la carrosserie Ghia et en fait son laboratoire de recherche de style.
A l'heure actuelle Vignale existe toujours mais il s'agit juste d'un nom que Ford appose sur ces voitures.

## Modèles

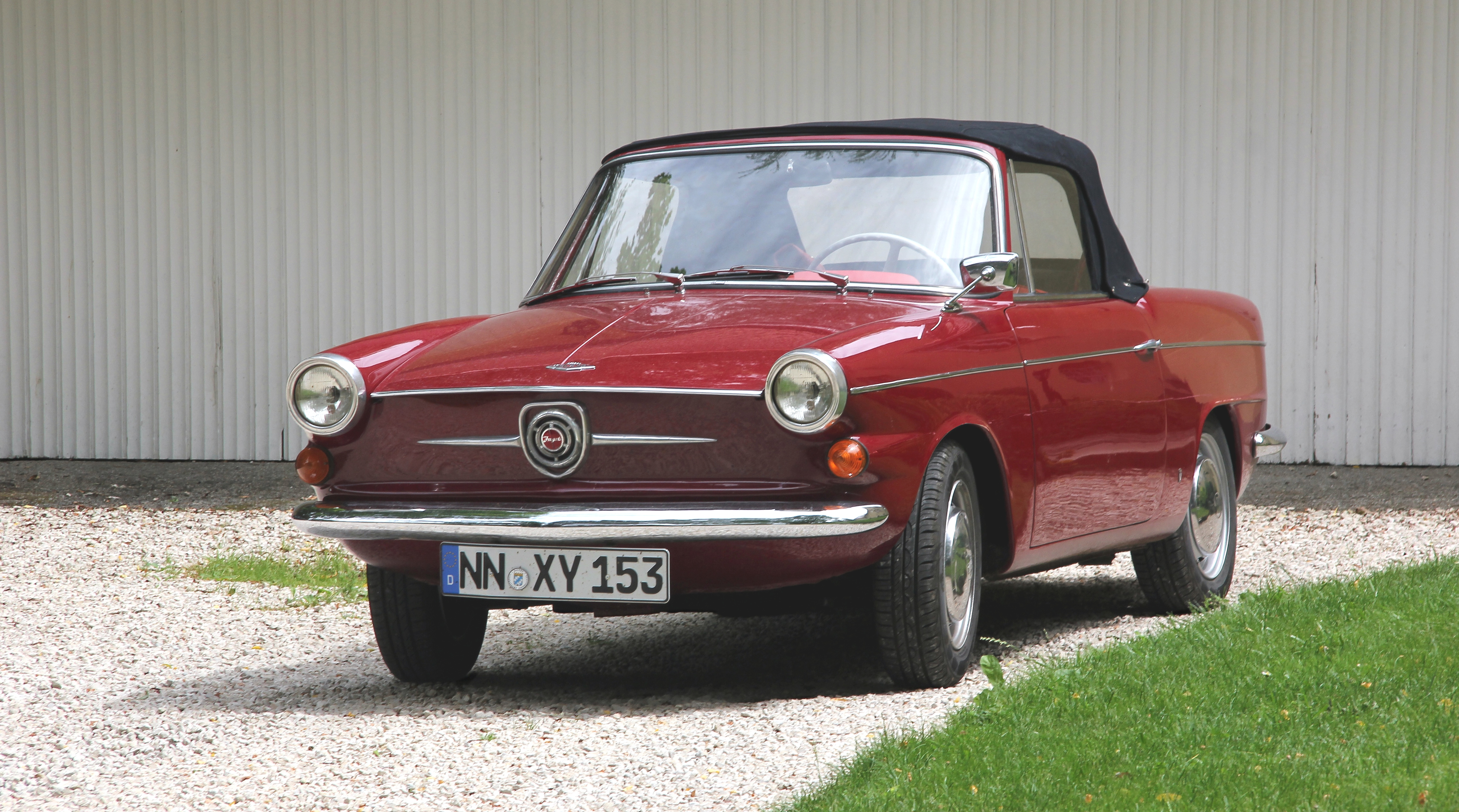
NSU-Fiat Riviera Vignale cabriolet.

- BMW 507 Vignale, sur base de BMW 507.
- Fiat 500 Vignale Gamine, sur base Fiat 500.
- Fiat 600 Vignalina berlinette/coupé sur base Fiat 600[2],[3]
- Fiat 750 Vignale, coupé et spyder produits à environ 40 000 exemplaires sur la base de la Fiat 600/750[2],[3]
- Vignale 850 Coupé, sur base Fiat 850.
- Vignale 850 Spider, sur base Fiat 850.
- Fiat 1400 Luxe T51 Cabriolet Vignale, sur base Fiat 1400[4]
- Vignale 1500, sur base Fiat 1500.
- Vignale Eveline, sur base Fiat 124.
- Vignale Samantha, sur base Fiat 125.
- Ferrari 330 GT, un break de chasse unique de Vignale[5].